# Owlāmchī
Owlāmchī (persiska: اولامچی, Ūlāmchī) är en ort i Iran.   Den ligger i provinsen Västazarbaijan, i den nordvästra delen av landet, 400 km väster om huvudstaden Teheran. Owlāmchī ligger 1 963 meter över havet och antalet invånare är 360.
Terrängen runt Owlāmchī är huvudsakligen kuperad. Owlāmchī ligger nere i en dal. Runt Owlāmchī är det ganska glesbefolkat, med 22 invånare per kvadratkilometer. Närmaste större samhälle är Moḩammad ‘Alī Qeshlāqī, 9,3 km söder om Owlāmchī. Trakten runt Owlāmchī består i huvudsak av gräsmarker.